# Attaque de Labbezanga
Guerre du Mali
Batailles
L'attaque de Labbezanga a lieu le 3 décembre 2023 pendant la guerre du Mali.

## Déroulement
Le 3 décembre 2023, les djihadistes de l'État islamique dans le Grand Sahara lancent une attaque contre le camp militaire de Labbezanga, situé près de la frontière avec le Niger.
Afin de faire diversion, les djihadistes lancent au même moment une autre attaque contre la ville de Ménaka, située à environ 200 kilomètres au nord-est. Trois positions tenues par l'armée malienne et les milices touarègues loyalistes sont assaillies, mais les combats durent moins d'une heure. L'armée malienne affirme dans la soirée avoir neutralisé « plusieurs dizaines de terroristes » et fait une vingtaine de prisonniers, mais d'après RFI ce bilan est « invérifiable de source indépendante ». 
En revanche, à Labbezanga, le camp militaire, construit dans un style Vauban par les Français de l'opération Barkhane en 2020, est pris d'assaut par les djihadistes,,. Ceux-ci s'emparent de plusieurs véhicules, d'armes, de munitions et de carburant. Ils abandonnent ensuite la base après l'avoir incendié.
D'après France 24, la prise du camp est niée par la junte malienne, mais l'État islamique diffuse quelques jours plus tard des photos de ses combattants à l'intérieur de l'enceinte du fort. Pour le journaliste Wassim Nasr, le Groupe Wagner est également présent sur zone et le combat de Labbezanga serait « peut-être le premier affrontement » opposant les mercenaires russes à l'État islamique dans le Grand Sahara.

## Pertes
L'armée malienne assure que ses « opérations aéroterrestres » ont permis « d'infliger de lourdes pertes aux assaillants », mais elle ne donne aucun bilan. RFI indique pour sa part que 30 à 40 militaires auraient été tués d'après des sources sécuritaires locales.
Une importante quantitée de matériel est capturée par les djihadistes, dont deux véhicules Dongfeng EQ2050 d'origine chinoise.

## Vidéographie
- [vidéo] Sahel : apparition vidéo du chef d'Al-Qaïda et l’EI contrôle une base de l’armée malienne, France 24, 13 décembre 2023.